# Exploração chinesa
Explorações chinesas são viagens expedicionárias de chineses em terras estrangeiras, tanto por terra como por mar, que abrangem desde as embaixadas do diplomata Zhang Qian através da Ásia Central durante a Dinastia Han no século II a.C. até as Viagens do tesouro Ming, conduzidas pelo navegador Zheng He, que atravessaram o Oceano Índico e alcançaram a África Oriental no século XV.

## Explorações terrestres

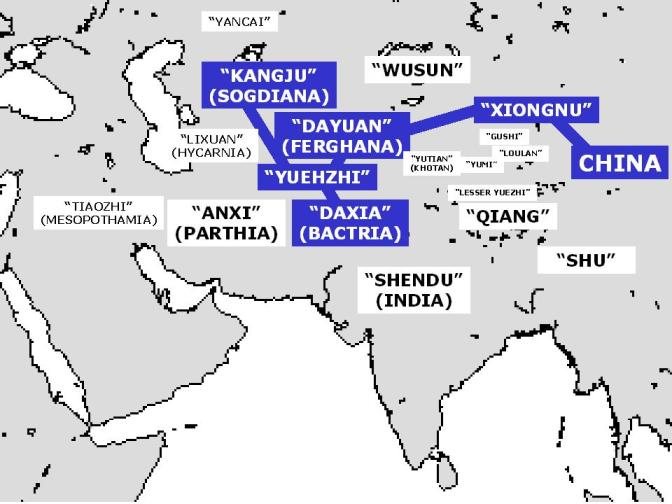
Países descritos no relato de Zhang Qian, com países visitados destacados em azul

No século II a.C, Zhang Qian foi enviado pelo imperador Hu para realizar uma série de embaixadas para além da Bacia do Tarim, com o objetivo de estabelecer relações diplomáticas e comerciais com reinos da Ásia Central, tal como o império Parta e os reinos remanescentes Báctrias, visando também obter aliados contra os Xiongnu. Sua expedição consistiu no primeiro contato diplomático oficial dos chineses com povos ao oeste, embora comerciantes chineses já operassem de maneira independente na chamada Rota da Seda, como Zhang Qian constatou ao encontrar produtos típicos da China Meridional em mercados báctrios que, por sua vez, foram adquiridos na Índia. 
Entre 104 e 102 a.C., o imperador Wu de Han travou guerras contra os Iuechis, habitantes de “Dayuan”, um reino helenizado sediado em Fergana, descendente das conquistas macedônias de Alexandre, o Grande. Com isso, o imperador Wu expandiu as fronteiras da dinastia Han além do corredor de Hexi até as Regiões Ocidentais, ou Xiyu, hoje conhecidas como Xinjiang. O controle da área foi estabelecido por um protetorado, mas o domínio da distante região podia ser apenas escassamente exercido pelos Han, permanecendo assim um conjunto de estados vassalos com um grau considerável de autonomia.
Gan Ying, emissário do general Ban Chao, foi enviado no final do século I d.C.  para travar relações oficiais com o Império Romano, então conhecido vagamente como Daqin entre os chineses. Após uma longa viagem por via terrestre, Gan Ying não pode concluir seu objetivo, terminando sua expedição após alcançar o que chamou de “Mar Ocidental” (sendo incerto se ele se referia ao Golfo Pérsico, ao Mar Negro ou ao Mar Mediterrâneo) e ser desencorajado por marinheiros a prosseguir por mar devido ao mau tempo. Seu relato, contendo descrições dos produtos e costumes dos “romanos” encontrados, é o único registro chinês conhecido de um viajante em terras ocidentais durante a Antiguidade. Extraoficialmente, no entanto, pesquisas arqueológicas indicam a presença de pessoas com origem no leste da Ásia dentro do território romano, demonstrando a existência de formas de contato apesar da distância.
Séculos depois, com o crescimento do budismo em China, o monge Xuanzang realizou uma peregrinação de 17 anos pela Índia no século VI., ao partir de Xi’an e estabelecer-se principalmente em Nalanda, um efervescente centro de estudos budistas, visitando também cortes e mosteiros em regiões distintas como a Caxemira, Guzerate, Sri Lanka e Bangladesh. Seu propósito foi educar-se sobre o budismo na parte do mundo que lhe deu origem, reunir textos sagrados sobretudo em sânscrito (e não páli, como seria de se esperar), transportá-los para China e, de certa forma, enriquecer o budismo praticado em China a partir de fontes originais e reflexões de novas escolas de pensamento. Ao retornar, sua extensa comitiva compreendia “mais de 600 manuscritos em sânscrito, sete estátuas de Buda e mais de mil relíquias”. Apesar de restrições legais envolvendo viagens de chineses para o exterior, ele foi recebido calorosamente pelo imperador Tang Taizong ao regressar. Este lhe ofereceu cargos de prestígio na corte, todos recusados por Xuanzang, que preferiu exercer a modesta atividade de tradutor num mosteiro. Xuanzang escreveu suas experiências de viagem em Grandes Registros Tang sobre as Regiões Ocidentais, obra de imenso valor histórico, que consistiu na principal expertise chinesa sobre a Índia nos séculos vindouros, inspirou a popular novela Jornada ao Oeste, redigida durante a dinastia Ming, e se mantém no presente como uma referência para pesquisas arqueológicas nas áreas visitadas. 

## Explorações marítimas

### Mar da China Meridional
Antes da invenção da bússola por marinheiros chineses no século XI, a navegação no Mar da China Meridional era regida sobretudo por ventos de monções, os quais mantinham condições relativamente desfavoráveis para navegar rumo ao sul do continente, pois eles seguem uma direção Norte, a partir da linha do Equador, durante o verão, enquanto assumem uma orientação Sul durante o inverno. Isso explica, por instância, a origem austronésia das populações indígenas de Taiwan durante o povoamento dessa ilha no paleolítico e a prevalência de trocas e laços culturais deles com os povos insulares do Sudeste Asiático pelo menos até o século V d.C., muito mais do que com habitantes da China continental, que comercializaram com os indígenas e ocuparam gradativamente Formosa apenas a partir da Dinastia Tang. 
Esse atributo remoto da ilha, a despeito da proximidade geográfica, expressa bem uma comparação de Braudel sobre a China meridional, ao sul do rio Yangtzé, representar uma espécie de América para a civilização Han, consolidada a partir do sedentarismo populacional e dinastias políticas oriundas da bacia do Rio Amarelo; o sul foi por séculos uma vasta região longínqua, com sertões inacessíveis e cantos acessíveis apenas pelo mar, repleta de aborígenes, falantes de inúmeras línguas, que mais tarde se tornaria próspera, mas somente após séculos de levas migratórias graduais, irregulares, resistências dos nativos e dos próprios chineses para ali deslocados, retrocessos, um controle estatal frequentemente apenas nominal, com sua conquista tornada possível somente a partir do lento desenvolvimento de tecnologias mecânicas e políticas, incluindo aqui a navegação. A colonização da China Meridional começou com o fim do Período dos Estados Combatentes e a consolidação imperial da Dinastia Qin no final do século III a.C., quando a marinha chinesa auxiliou invasões terrestres em Cantão e no norte do Vietnã (de início chamado de Jiaozhi, depois Annan, permanecendo não totalmente independente dos chineses até o ano 938). Como evidência da expansão náutica nessa época, um ancoradouro antigo foi encontrado em 1975 em Cantão através de escavações e datado do período dinástico Han (202 a.C. - 220 d.C.) Ele apresenta três plataformas, capazes de fabricarem navios com até 30 metros de comprimento, 8m de largura e uma tonelagem de 60 metros cúbicos.
Durante o Período dos Três Reinos, viajantes de Wu Oriental realizaram outras expedições costeiras. As mais importantes foram as de Zhu Ying e Kang Tai, ambos enviados pelo governador de Cantão e Jiaozhi Lü Dai no início do século III d.C. Embora cada um deles escreveu um relato de suas viagens, eles se perderam no século XI; a obra de Zhu Crônicas das Curiosidades de Phnon (t 扶南異物誌, s 扶南异物志, Fúnán Yìwù Zhì) desapareceu por completo, enquanto o relato de Kang Contos sobre Países Estrangeiros (t 吳時外國傳, s 吴时外国传, Wúshí Wàiguó Zhuàn), sobreviveu apenas através de referências fragmentadas em outras obras, como Shuijing Zhu e Yiwen Leiju. 
Mais tarde, durante a Dinastia Jin, um líder rebelde conhecido como Lu Xun resistiu a ataques do exército imperial durante 100 dias antes se refugiar no Mar da China Meridional a partir de uma feitoria costeira. Por 6 anos ele ocupou Panyu, o maior entreposto litorâneo no extremo sul da China, acessível apenas pelo mar.

### Sudeste asiático
Entre os séculos XV e XVIII a maior parte do Sudeste Asiático era bem conhecida por comerciantes chineses. Cidades portuárias particularmente sensíveis à intensificação do comércio oceânico, como Malaca, Manila e Jacarta, concentravam prósperas comunidades chinesas, interessadas não apenas em abastecer a China com produtos de luxo, como ninhos de andorinha e pepinos-do-mar, mas também em intermediar o fluxo comercial entre asiáticos e europeus, estes representados por portugueses, holandeses e, sobretudo, espanhóis e sua prata obtida nas Américas, com sua aquisição de especiarias, sedas e porcelanas. Cabe lembrar que os impérios chineses pouco estimulavam atividades comerciais com nações estrangeiras, ocupação percebida como de menor prestígio, e impunham restrições legais para isso, como uma revogada em 1567, quando finalmente autorizou-se um limite de 50 juncos comerciais por ano; medidas que afinal visavam combater, mas não preveniam algum grau de contrabando.

### Oceano Índico e ultramar

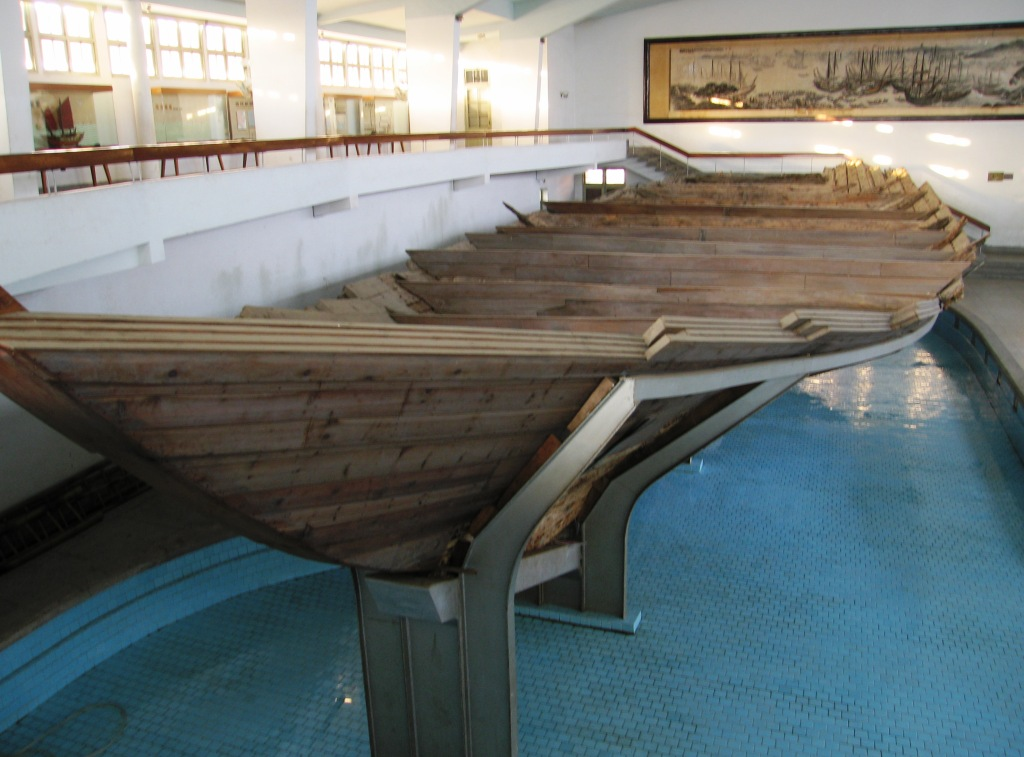
Um junco chinês da Dinastia Song, construído no século XIII, apresentando um casco compartimentado

Marinheiros chineses navegaram pelo Oceano Índico ao menos desde o final do século II a.C., comprovadamente alcançando lugares longínquos como Canchipurão, em Tamil Nadu, ou a Etiópia.  Entre os séculos IV e V, peregrinos chineses como Faxian, Zhiyan e Tanwujie viajaram para a Índia através de rotas marítimas e trouxeram sutras e outros textos sagrados budistas ao retornarem. Na altura do século VII, é comprovado que pelo menos 31 monges chineses, incluindo I Ching, chegaram na Índia pelo mesmo método. Em 674 o explorador independente Daxi Hongtong foi um dos primeiros a atingir, com sua jornada, o cabo sul da Península Arábica, após atravessar 36 reinos localizados a leste do Mar da China Meridional. 
Mercadores e diplomatas chineses que viveram durante a Dinastia Tang (618–907) e a Dinastia Sung (960–1279) viajavam regularmente pelo Oceano Índico após pousos em portos do Sudeste Asiático. Marinheiros podiam viajar até a Malásia, Índia, Sri Lanka, atingindo depois o Golfo Pérsico e navegando até a foz do rio Eufrates, no atual Iraque; até a Península Árabe e o Mar Vermelho, para comercializarem bens em Egito e Etiópia (porcelanas chinesas eram especialmente apreciadas em Fostate, capital egípcia). Jia Dan escreveu Rota entre Guangzhou (Cantão) e o Mar Bárbaro no final do século VIII, documentando como esse comércio internacional era feito; esse livro se perdeu, mas a obra Xin Tangshu reteve algumas de suas passagens sobre três rotas marítimas entre China e a África Oriental. Jia Dan mencionou faróis e minaretes de altura elevada presentes no Golfo Persa, cujas existências foram comprovadas um século depois por Ali al-Masudi e al-Muqaddasi. Além do relato de Jia Dan, outros cronistas chineses descreveram o continente africano com um notável grau de precisão a partir do século IX em diante. Por exemplo, Dang Chengshi escreveu em 863 sobre o comércio de escravos, marfim e âmbar cinza realizado em Berbera, na atual Somália. Os portos chineses em Cantão e Chincheu recebiam, assim como tantos outros entrepostos não-ocidentais nessa época, milhares de viajantes persas, africanos, indianos, malaios, alguns dos quais faziam ali sua residência. Juncos chineses foram descritos pelo geógrafo marroquino Dreses na sua Geografia de 1154, bem como os bens que costumavam transportar.

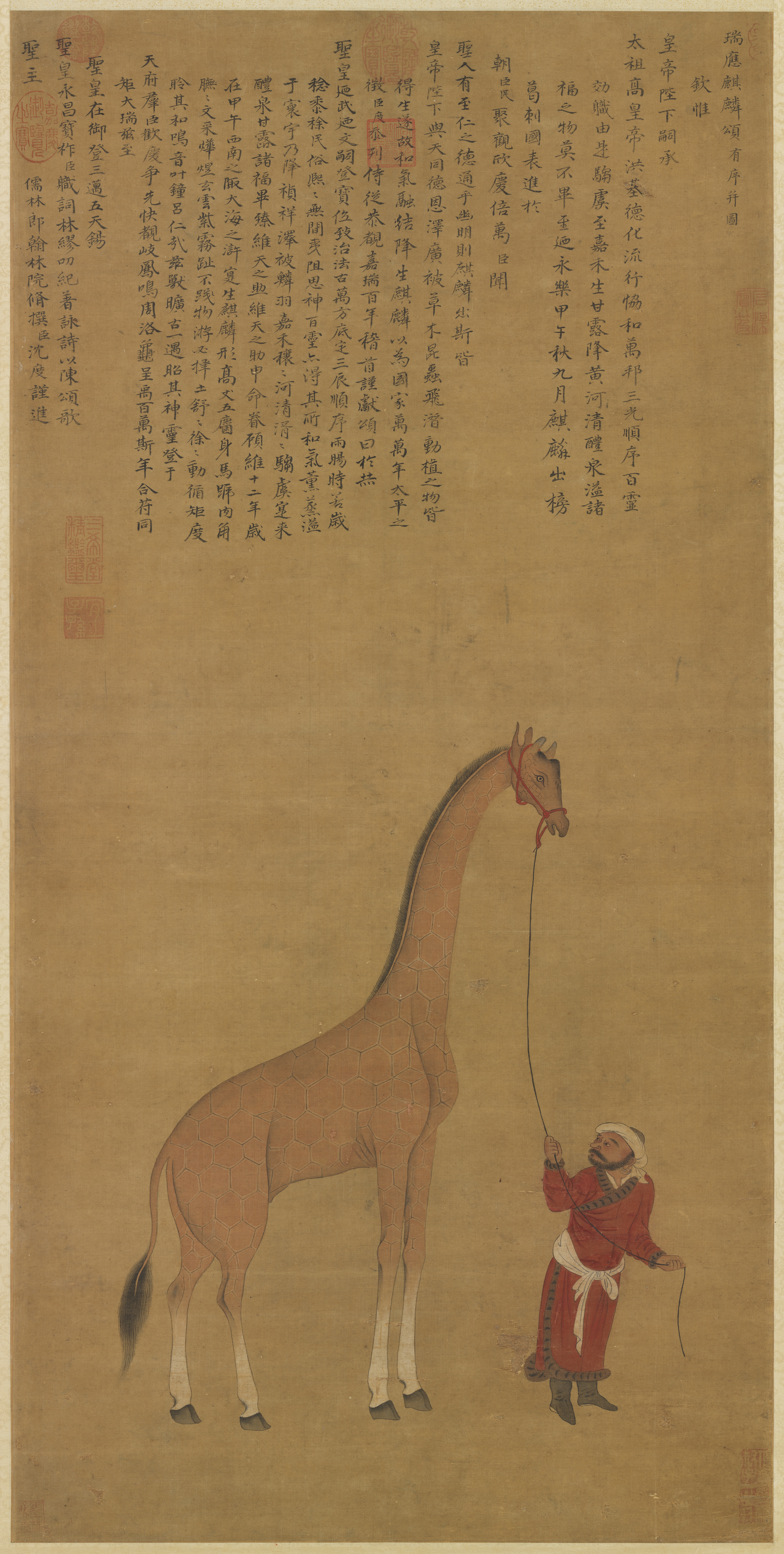
Uma girafa trazida da Somalia no décimo-segundo ano do reinado de Yongle (1414)

Todavia, as expedições chinesas mais célebres aconteceram entre 1405 e 1433, quando o navegador eunuco de origem muçulmana Zheng He cruzou sete vezes através o Oceano Índico durante embaixadas patrocinadas pelo Imperador Ming Yongle. Nada disso, contudo, produziu uma projeção global chinesa nos termos de uma colonização subvencionada pelo estado ou a proteção seu do comércio oceânico, já que a partir da morte de Yongle a corte chinesa reverteu gradativamente sua política de exploração, proibindo com pena capital, por exemplo, a construção de juncos com mais de dois mastros, desestimulando portanto navegações que não fossem internas.  Esse ensimesmamento permaneceu nos próximos séculos. Mercadores chineses foram limitados a comercializarem por mar apenas com países tributários, sobretudo no Sudeste Asiático, sem se aventurarem ao oeste, enquanto comerciantes europeus, mesmo restritos à apenas alguns poucos portos, inflacionaram paulatinamente a economia chinesa por meio da prata usada como meio de pagamento de mercadorias. Ao abrir mão de sua presença no mar, o Império do Meio ficaria indefeso diante das novas realidades do comércio mundial e à mercê de quem passou a controlá-lo.

### Trocas
Oferecer presentes à guisa diplomática também ensejou expedições rumo à China. Chineses muçulmanos tradicionalmente atribuem ao viajante Sa`d ibn Abi Waqqas a introdução do Islã em China no ano de 650,  durante o reinado do imperador Tang Gaozong, embora estudiosos modernos não encontraram nenhuma evidência de sua presença neste país. Há, entretanto, provas de que em 1008 o capitão fatímida Domiyat viajou, como representante do Imã Al-Hakim bi-Amr Allah, até um centro de peregrinação budista em Shandong para oferecer presentes ao imperador Song Zhenzong e sua corte. Isso restabeleceu laços diplomáticos entre China e Egito, rompidos desde o Período das Cinco Dinastias e dos Dez Reinos (907–960). A embaixada do monarca indiano Kulothunga Chola I na corte do imperador Shenzong em 1077 proporcionou benefícios econômicos para ambos os impérios.

## Tecnologias
A invenção do leme montado à popa de embarcações surgiu em China no início do século I d. C., permitindo uma condução mais eficaz de navios do que com remos. O engenheiro Ma Jun (c. 200–265 d.C.), habitante do reino Cao Wei, por sua vez, inventou a carruagem apontando para o sul, um complexo aparato mecânico que incorpora uma engrenagem diferencial capaz de preservar a orientação do veículo, tanto por terra como (como alude um texto do século VI.) também no mar.  Séculos depois, o polimata chinês Shen Kuo (1031–1095 d.C.) foi o primeiro a descrever o funcionamento da bússola magnética, bem como sua utilidade para a navegação pela descoberta do conceito de Norte Verdadeiro. Por fim, em seu livro Conversas à mesa de Pingzhou, o cientista náutico Zhu Yu descreveu em 1119, durante a Dinastia Song, o uso de compartimentos separados no casco de navios chineses. Essa técnica permitia aprimorar a estabilidade da embarcação, assim como evitar seu naufrágio se parte do casco fosse danificada.

### Citações
1. ↑  Sima, Qian. Records of the Grand Historian. [S.l.: s.n.] p. 123
2. ↑  «DNA testing on 2,000-year-old bones in Italy reveal East Asian ancestry». sciencedaily. Consultado em 24 de dezembro de 2023
3. ↑  Redfern, Rebecca C.; Gröcke, Darren R.; Millard, Andrew R.; Ridgeway, Victoria; Johnson, Lucie; Hefner, Joseph T. (Outubro de 2016). «Going south of the river: A multidisciplinary analysis of ancestry, mobility and diet in a population from Roman Southwark, London». Journal of Archaeological Science. 74: 11–22. doi:10.1016/j.jas.2016.07.016. Consultado em 17 de janeiro de 2017
4. ↑  Strong, J.S. (2007). Relics of the Buddha. [S.l.]: Princeton University Press. p. 188. ISBN 978-0-691-11764-5
5. ↑  Wikimedia Foundation (ed.). «Findings excite archaeologists». Times of India. Consultado em 24 de dezembro de 2023
6. ↑  Trejaut, Jean A.; Poloni, Estella S.; Yen, Ju-Chen; Lai, Ying-Hui; Loo, Jun-Hun; Lee, Chien-Liang; He, Chun-Lin; Lin, Marie (1 de janeiro de 2014). «Taiwan Y-chromosomal DNA variation and its relationship with Island Southeast Asia». BMC Genetics. 15: 77. ISSN 1471-2156. PMC 4083334. PMID 24965575. doi:10.1186/1471-2156-15-77
7. ↑  Tsang, Cheng-hwa (2000). «Recent advances in the Iron Age archaeology of Taiwan». Bulletin of the Indo-Pacific Prehistory Association. 20: 153–158. doi:10.7152/bippa.v20i0.11751
8. 1 2  Fairbank, 191.
9. ↑  Braudel, Fernand (1989). Gramática das Civilizações. São Paulo: Martins Fontes. p. 173-212
10. ↑  Wang (1982), 122.
11. ↑  Sun 1989, pp. 191–193
12. ↑  Sun 1989, p. 201
13. ↑  Wong Tze Ken, Danny (2016). «Early Chinese Presence in Malaysia as Reflected by three Cemeteries (17th-19th c.)». Archipel (92): 9–21. doi:10.4000/archipel.280
14. ↑  Braudel, Fernand (1995). Civilização material, economia e capitalismo séculos XV-XVIII : as estruturas do cotidiano. São Paulo: Martins Fontes
15. ↑  Reid, Anthony (1999), "Chinese and Southeast Asian interactions", in Pan, Lynn, The Encyclopedia of the Chinese Overseas, Cambridge, MA: Harvard University Press, pp. 51–53, ISBN 978-0-674-25210-3.
16. ↑  A Chinese in the Nubian and Abyssinian Kingdoms (8th century), Wolbert Smidt.
17. ↑  Sun 1989, pp. 220–221
18. ↑  Sun 1989, pp. 316–321
19. ↑  Bowman, 104–105.
20. ↑  Sun, pp. 310–314
21. ↑  Needham, Volume 4, Part 3, 661.
22. ↑  Levathes, 38.
23. ↑  Shen, 159–161.
24. ↑  
Ronan, Colin; Needham, Joseph (1986), The shorter Science and Civilisation in China, 3, C.U.P., p. 147
25. ↑  Wang, Lianmao (2000). Return to the City of Light: Quanzhou, an eastern city shining with the splendour of medieval culture. Fujian People's Publishing House. p. 99.
26. ↑  
Lipman, Jonathan Neaman (1997). Familiar strangers: a history of Muslims in Northwest China. [S.l.]: University of Washington Press. p. 29. ISBN 962-209-468-6
27. ↑  Lipman, p. 25
28. 1 2 3  Shen, 158.
29. ↑  Needham, Volume 4, Part 2, 40.
30. ↑  Needham, Volume 4, Part 2, 287–288
31. ↑  Bowman, 599.
32. ↑  Sivin, III, 22.
33. 1 2  Needham, Volume 4, Part 3, 463.